# دردویل: تولد دوباره
دردویل: تولد دوباره (به انگلیسی: Daredevil: Born Again) مجموعه تلویزیونی ابرقهرمانی آمریکایی است که توسط مت کورمن و کریس آورد برای سرویس استریم دیزنی پلاس، بر اساس شخصیت دردویل از مارول کامیکس ساخته شده است. این سیزدهمین مجموعه تلویزیونی در دنیای سینمایی مارول (اختصاری MCU) است که توسط مارول استودیوز تولید شده و تداوم فیلم‌های این فرنچایز را به اشتراک می‌گذارد. این سریال احیا و ادامه سریال دردویل (۲۰۱۵–۲۰۱۸) است، که توسط شرکت تولید قبلی مارول تولید شده بود و در ابتدا در نتفلیکس منتشر شده بود. اسکارداپن به عنوان شورانر همراه با جاستین بنسون و آرون مورهد به عنوان کارگردانان اصلی فعالیت می‌کند.
چارلی کاکس در نقش مت مرداک / دردویل از مجموعه تلویزیونی نتفلیکس مارول و تولیدات پیشین مارول استودیوز، با همراهی وینسنت دن آفریو، جان برنثال، و ساندریان هالت در این سریال نقش‌آفرینی می‌کند. مارگاریتا لیویوا، ویلسون بتل، زابرینا گوارا، نیکی میشل جیمز، جنیا والتون، آرتی فروشان، کلارک جانسون، آیلت زورر، کمر د لس ریس و جان برنثال نیز در فصل اول بازی می‌کنند.
پس از لغو دردویل در سال ۲۰۱۸، کاکس و دن آفریو دوباره نقش خود را برای پروژه‌های مارول که از سال ۲۰۲۱ شروع می‌شود، ایفا کردند. مجموعه جدیدی از دردویل در اوایل سال ۲۰۲۲ آغاز شد و کورمن و آورد به عنوان نویسندگان اصلی آن در ماه مه حضور داشتند. آنها به سریال ساختار اپیزودیک و لحن سبک تری نسبت به سریال نتفلیکس دادند. تولد دوباره در ژوئیه ۲۰۲۲ با ۱۸ قسمت برای فصل اول اعلام شد. نام سریال به خط داستانی کتاب مصور «تولد دوباره» اثر فرانک میلر و دیوید مازوچلی اشاره دارد، اما سریال مستقیماً از این خط داستانی اقتباس نمی‌کند. مارول استودیوز تصمیم گرفت تا اواخر سپتامبر ۲۰۲۳ این مجموعه را بازسازی کند و کورمن، آورد و کارگردانان اولیه را معرفی کرد، اگرچه مایکل کوئستا، جفری ناچمانوف و دیوید بوید هنوز برای قسمت‌هایی که کارگردانی کرده‌اند، در تیتراژ ظاهر نشده‌اند. اسکارداپن، بنسون و مورهد در ماه بعد استخدام شدند و رویکرد به سریالی شدن و ارتباط مستقیم با سریال نتفلیکس تغییر کرد. فصل ۱۸ قسمتی سپس به دو فصل اول و دوم تقسیم شد. فیلمبرداری در نیویورک شده است.
دردویل: تولد دوباره برای اولین بار در ۴ مارس ۲۰۲۵ در دیزنی پلاس با دو قسمت پخش شد. فصل اول شامل نه قسمت است و بخشی از فاز پنجم MCU است. این سریال نقدهای مثبتی از منتقدان دریافت کرده است. فصل دوم قرار است در اوایل تا اواسط سال ۲۰۲۶ پخش شود و شامل هشت قسمت است. یک برنامه ویژه تلویزیونی پانیشر بدون عنوان، با بازی برنتال در حال توسعه است که در طول فیلمبرداری فصل اول تولید شد. هر دو بخشی از فاز شش MCU خواهند بود.

## زمینه داستانی
دردویل: تولد دوباره چندین سال پس از وقایع دردویل (۲۰۱۵–۲۰۱۸)، و یک سال پس از آن آغاز می‌شود که مت مرداک، یک وکیل نابینا، فعالیت‌های خود را به عنوان شخص نقابدار «دردویل» متوقف کرده است. در فصل اول، مرداک به عنوان یک وکیل به مبارزه خود برای عدالت ادامه می‌دهد در حالی که رئیس سابق جنایت ویلسون فیسک به عنوان شهردار نیویورک سیتی انتخاب می‌شود و این دو نفر در مسیر برخورد قرار می‌گیرند.

## بازیگران و شخصیت‌ها
- چارلی کاکس در نقش مت مرداک / دردویل:
 یک وکیل نابینا از هلز کیچن، نیویورک، که به عنوان یک کیفرجوی نقابدار زندگی دوگانه‌ای دارد.[۱] کاکس پیش از بازگشت برای این سریال از اینکه می‌توانست در فیلم مرد عنکبوتی: راهی به خانه نیست (۲۰۲۱) و سریال شی‌هالک: وکیل دادگستری (۲۰۲۲) در این نقش دوباره ایفای نقش کند، قدردانی کرد، زیرا او توانست «کمی تفریح» داشته باشد و ببینید مرداک با شخصیت‌هایی ارتباط برقرار می‌کند که سریال نت‌فلیکس قادر به نمایش آن‌ها نبود.[۲] کاکس از اکتبر سال ۲۰۲۲ آموزش برای این نقش را آغاز کرده بود، و با تمرکز بر آموزش هنرهای رزمی ترکیبی به این امید که مرداک را به عنوان فردی به کار ببرد که در سبک‌های مختلف مبارزه آموزش دیده است و می‌تواند بسته به اینکه با چه کسی مبارزه می‌کند، این مهارت‌ها را نشان دهد.[۳] الی دی گاس، نقش مت جوان را به تصویر می‌کشد.[۴]
- وینسنت دن آفریو در نقش ویلسون فیسک / کینگ پین:
 یک تاجر قدرتمند و رئیس تبهکاران،[۱] که برای شهردار نیویورک سیتی نامزد می‌شود.[۵][۶] دن آفریو گفت که لحن شخصیت او در سریال دیزنی+ اکو (۲۰۲۴) در تولد دوباره ادامه خواهد یافت، که او معتقد بود در آن این شخصیت را به بهترین شکل به تصویر کشیده شده است.[۷] دن آفریو برای ایفای نقش در دردویل ۱۸ کیلوگرم وزن اضافه کرده بود و اینبار انتخاب کرد که یک با جای اینکار یک «لباس چاق‌نما» را برای تولد دوباره بپوشد، طوری که از شروع حضورش در سریال هاکای (۲۰۲۱) انجام داده بود. دن آفریو فکر می‌کرد که لباس چاق‌نما با تکنولوژی مدرن سبک‌تر و واقعی‌تر شده است، و او خوشحال بود که مجبور به افزایش وزن نشده بود.[۸] دن آفریو افزود که از تکنیک‌های دیگری برای «نشان دادن وزن زیاد» استفاده شده است، و گفت اندازه شخصیت در پایان فصل اول به دلایل مربوط به فصل دوم «مشخص‌تر و دقیق‌تر» خواهد بود.[۹]: ۲۸
- مارگاریتا لیویوا در نقش هدر گلن:
 یک درمانگر و شخص مورد علاقه مرداک.[۱۰][۱۱]: ۳  او و مرداک نظرات متفاوتی در مورد اجرای خودسرانه قانون دارند.[۹]: ۲۶  لویوا معتقد بود گلن اولین دوست دختری بود که مرداک «واقعاً به او متعهد بود».[۱۱]: ۵
- دبورا آن ول در نقش کارن پیج:
 خبرنگار سابق، دوست و شریک مرداک در شرکت حقوقی نلسون، مرداک و پیج.[۱۲] داریو اسکارداپن، شورانر گفت که پیج «قلب و روح این اسطوره» است و تعامل او با مرداک انسانیت بیشتری را از او بیرون می‌آورد.[۹]: ۳۰
- الدن هنسون در نقش فرانکلین «فاگی» نلسون: بهترین دوست مرداک و شریک او[۱۲]
- ویلسون بتل در نقش بنجامین «دکس» پویندکستر: یک مأمور روان‌پریش سابق اف‌بی‌آی که می‌تواند تقریباً از هر جسمی برای کشتن حریف خود استفاده کند. او پیش از این که فیسک کمرش را بشکند، در نقش دردویل برای فیسک ظاهر شده بود.[۱۳][۱۴]
- زابرینا گوارا در نقش شیلا ریورا: مدیر کمپین شهرداری فیسک[۱۱]: ۱۲
- نیکی ام جیمز در نقش کرستن مک دافی: دستیار سابق دادستان ناحیه‌ای نیویورک، و شریک حقوقی جدید مرداک[۱۱]: ۵
- جنیا والتون در نقش بی‌بی یوریک: روزنامه‌نگار گزارش بی‌بی و خواهرزاده یوریک که توسط فیسک در دردویل کشته شده است[۱۵]
- آرتی فروشان در نقش باک کشمن[۱۱]: ۱۲
- کلارک جانسون در نقش چری: یک افسر پلیس بازنشسته نیویورک که با مرداک کار می‌کند. جانسون در فیلم ارتباط فرانسوی (۱۹۷۱) از شخصیت روی شایدر الگوبرداری کرده است.[۱۱]: ۵
- مایکل گاندولفینی در نقش دنیل بلیک: شخص مورد حمایت فیسک[۹]: ۳۰ [۱۶]
- آیلت زورر در نقش ونسا ماریانا فیسک:
 همسر ویلسون که امپراتوری جنایتکاران او را در حالی که از هم جدا شده بودند به دست گرفت و منجر به تنش بین زوج شد.[۱۷] زورر نقش ونسا را در دردویل بازی کرد، اما ساندریان هالت در ابتدا برای بازی در تولد دوباره انتخاب شده بود. زورر پس از بازنگری خلاقانه سریال بازگردانده شد.[۱۸][۱۹]
- کمر د لس ریس در نقش هکتور آیالا / ببر سفید: فردی کیفرجو که پس از متهم شدن به قتل یک افسر پلیس مشتری مرداک می‌شود[۲۰]
- جان برنثال در نقش فرانک کسل / پانیشر: کیفرجویی که پس از به قتل رسیدن خانواده‌اش،[۱۱]: ۵  بدون توجه به میزان قتل و به هر وسیله‌ای باشد با دنیای زیرزمینی جنایتکاران مبارزه می‌کند.[۲۱][۲۲] برنتال نقش خود را در دردویل و مجازاتگر (۲۰۱۷–۲۰۱۹) از نتفلیکس تکرار می‌کند.[۲۳]

## قسمت‌ها

### فصل ۱ (۲۰۲۵)
| شم. | عنوان             | کارگردان : ۱۷–۱۸          | نویسنده                       | تاریخ انتشار اصلی |
| --- | ----------------- | ------------------------- | ----------------------------- | ----------------- |
| ۱ | «نیم ساعت بهشت»   | آرون مورهد و جاستین بنسون | داریو اسکارداپان              | ۴ مارس ۲۰۲۵       |
| مت مورداک، فرانکلین «فاگی» نلسون و کارن پیج در حین جشن بازنشستگی همکارشان چری، در کمین بنجامین «دکس» پویندکستر قرار می‌گیرند. فاگی در این حمله کشته می‌شود و باعث می‌شود مرداک خشمگین دکس را از پشت بام پایین اندازد، که پس از آن چری متوجه می‌شود مرداک همان دردویل نقاب‌دار است. یک سال بعد، مرداک از نقش دردویل بازنشسته شد و با دادستان سابق منطقه، کرستن مک‌دافی، شریک شده است. کارن به سانفرانسیسکو نقل مکان کرده است در حالی که دکس به خاطر جنایاتش به حبس ابد محکوم شده است. کرستن، ملاقاتی را بین مرداک و درمانگری به نام هدر گلن هماهنگ می‌کند. ویلسون فیسک پس از به دست آوردن امضاهای کافی و با حمایت همسرش ونسا، تصمیم می‌گیرد برای شهردار نیویورک در یک کمپین ضد کیفرجویان نامزد شود. در حین ملاقات با مرداک، فیسک به او اطمینان می‌دهد که در قتل فاگی دست نداشته است و به قول خود مبنی بر آسیب نرساندن به دوستان مرداک عمل کرده است. وقتی مرداک به فیسک هشدار می‌دهد که اگر از خط خارج شود، تلافی خواهد کرد، فیسک پاسخ می‌دهد که اگر مرداک فعالیت‌های خود را به عنوان دردویل از سر بگیرد، عواقبی در پی خواهد داشت. مرداک در دومین قرار ملاقاتش با هدر متوجه می‌شود که فیسک در انتخابات پیروز شده است. فیسک در حالی که پیروزی خود را جشن می‌گیرد، به ونسا فاش می‌کند که فهمیده است که به او خیانت کرده است. |                   |                           |                               |                   |
| ۲ | «اپتیک»           | مایکل کوئستا              | مت کورمن و کریس آورد          | ۴ مارس ۲۰۲۵       |
| ۳ | «حفره دست او»     | مایکل کوستا               | جیل بلانکنشیپ                 | ۱۱ مارس ۲۰۲۵      |
| ۴ | «سیک سمپر سیستما» | جفری ناخمانوف             | دیوید فایگی و جسی ویگوتو      | ۱۸ مارس ۲۰۲۵      |
| ۵ | «با بهره»         | جفری ناخمانوف             | گرین گادفری                   | ۲۵ مارس ۲۰۲۵      |
| ۶ | «نیروی بیش از حد» | دیوید بوید                | توماس وانگ                    | ۲۵ مارس ۲۰۲۵      |
| ۷ | «هنر برای هنر»    | دیوید بوید                | جیل بلانکنشیپ                 | ۱ آوریل ۲۰۲۵      |
| ۸ | «جزیره شادی»      | جاستین بنسون و آرون مورهد | جسی ویگوتوو و داریو اسکارداپن | ۸ آوریل ۲۰۲۵      |
| ۹ | «مستقیم به جهنم»  | جاستین بنسون و آرون مورهد | هدر بلسون و داریو اسکارداپان  | ۱۵ آوریل ۲۰۲۵     |

### فصل ۲
فصل دوم در اوت ۲۰۲۴ تأیید شد، و شامل هشت قسمت خواهد بود. اسکارداپن به عنوان مجری برنامه بازگشت و بنسون و مورهد به عنوان کارگردان بازگشتند. فیلمبرداری از اواخر فوریه تا ژوئیه ۲۰۲۵ در حال انجام است. این فصل قرار است در اوایل تا اواسط سال ۲۰۲۶ پخش شود.

## تولید

### پیش‌زمینه
سریال تلویزیونی دردویل بر اساس شخصیت دردویلِ مارول کامیکس و تولید شده توسط تلویزیون مارول و ای‌بی‌سی سیگنچر، در آوریل ۲۰۱۵ در نتفلیکس پخش شد، و به مدت سه فصل ادامه یافت تا اینکه در نوامبر ۲۰۱۸ لغو شد. نتفلیکس گفت که این سه فصل در این سرویس باقی خواهد ماند، در حالی که شخصیت اصلی «در پروژه‌های آینده مارول احیا خواهد شد». ددلاین هالیوود خاطرنشان کرد که برخلاف برخی دیگر از سریال‌های مارول در نتفلیکس که کنسل شدند، «به نظر می‌رسد درها برای ادامه سریال در جاهای دیگر، احتمالاً در سرویس پخش دیزنی پلاس باز است». با این حال، هالیوود ریپورتر این را بعید دانست، به خصوص طبق گزارش ورایتی، قرارداد اصلی بین مارول و نتفلیکس تصریح می‌کرد که این شخصیت‌ها حداقل تا دو سال پس از لغو دردویل نمی‌توانستند در هیچ سریال یا فیلم غیرنتفلیکس ظاهر شوند. کوین ای. مایر، رئیس توزیع رسانه و سرگرمی دیزنی، گفت این احتمال وجود دارد که دیزنی پلاس بتواند این مجموعه را احیا کند، اما هنوز در مورد این موضوع صحبت نشده است. کریگ ارویچ، معاون ارشد بخش اصلی هولو، گفت که سرویس استریم او نیز برای احیای سریال باز است.
چارلی کاکس از این لغو ناراحت بود و توضیح داد که از برنامه‌ریزی برای فصل چهارم که او و بقیه بازیگران و خدمه انتظار داشتند ساخته شود هیجان زده بوده است. او امیدوار بود که فرصتی برای به تصویر کشیدن مت مرداک / دردویل به شکلی دیگر وجود داشته باشد. ایمی روتبرگ، که نقش مارسی استال را در این سریال به تصویر می‌کشد، گفت که بازیگران و گروه انتظار داشتند که این سریال به مدت پنج فصل ادامه داشته باشد و پیش از رویارویی نهایی بین دردویل و ویلسون فیسک / کینگ‌پین در فصل چهارم، یک آنتاگونیست جدید در فصل پنجم معرفی شود. هنگامی که مارول استودیوز بحث‌های خود را دربارهٔ ادامه سریال دردویل در دنیای مشترک خود یعنی دنیای سینمایی مارول (MCU) آغاز کرد، رئیس استودیو کوین فایگی اصرار داشت که کاکس و دن آفریو را بازگردانند و احساس می‌کرد که این دو به‌طور جدایی‌ناپذیری با شخصیت‌هایشان مرتبط هستند، همان‌طور که بازیگران MCU رابرت داونی جونیور و کریس ایوانز با تونی استارک و استیو راجرز / کاپیتان آمریکا مرتبط هستند. فایگی در ژوئن ۲۰۲۰ با کاکس تماس گرفت تا دوباره نقش مرداک را در MCU بازی کند، و او اعلام کرد که کاکس برای پروژه‌های آینده استودیو مارول در دسامبر ۲۰۲۱ بازمی‌گردد. کاکس اولین بار در فیلم مرد عنکبوتی: راهی به خانه نیست (۲۰۲۱) نقش خود را تکرار کرد، در حالی که دن آفریو اولین بار در سریال دیزنی+ در سریال هاکای (۲۰۲۱) نقش فیسک را بازی کرد. دردویل به این ترتیب در مارس ۲۰۲۲ پس از پایان مجوز نتفلیکس برای سریال و بازپس‌گیری حقوق توسط دیزنی، از نتفلیکس به دیزنی پلاس منتقل شد.

### نوشتن
برداشت اولیه از سریال به عنوان یک درام روایتی قانونی توصیف شد. کاکس گفت لحن سریال تاریک است اما نه به اندازه سریال نتفلیکس. او می‌خواست آنچه را که از دردویل کارآمد است بگیرد و آن را برای تولد دوباره گسترش دهد تا برای مخاطبان جوان‌تر جذاب باشد. فایگی گفت که استودیو امیدوار است برخلاف برخی از فیلم‌های فاز چهار که داستان بزرگ‌تری در چند قسمت تقسیم می‌کرد، قسمتهای اپیزودیک را توسعه یابد. به گفته کاکس، بحث‌های اولیه برای سریال دربارهٔ «اختراع مجدد همه چیز» و به تصویر کشیدن مرداک به‌عنوان فردی متفاوت از آنچه در سریال نتفلیکس دیده می‌شود، بود. دوستان مرداک فاگی نلسون و کارن پیج تا حد زیادی در این نسخه به رسمیت شناخته نشدند. امانت گفت که تیم خلاق در تلاش برای گنجاندن آنها در داستان بودند، اما کاکس گفت که بحث‌هایی برای انجام «کارهایی جالب» با آنها در آینده وجود دارد.
در دنیای MCU، فصل اول بعد از اکو اتفاق می‌افتد، یعنی قسمت اول در اواخر سال ۲۰۲۵ است، و سپس یک سال بعد به اواخر سال ۲۰۲۶ می‌رود و ادامه داستان در اوایل سال ۲۰۲۷ می‌گذرد. در این حین جشن‌های شب سال نو و روز سنت پاتریک نشان داده می‌شود.

### انتخاب بازیگران
بازیگران چارلی کاکس در نقش مت مرداک / دردویل، وینسنت دن آفریو در نقش ویلسون فیسک / کینگ پین، مارگاریتا لیویوا در نقش هدر گلن، دبورا آن ول در نقش کارن پیج، الدن هنسون در نقش فاگی نلسون، ویلسون بتل در نقش بنجامین «دکس» پوینتدکستر، زابرینا گوارا در نقش شیلا ریورا،: ۱۲  نیکی ام جیمز در نقش کرستن مک دافی،: ۵  جنیا والتون در نقش بی بی یوریچ، آرتی فروشان در نقش باک کشمن،: ۱۲  کلارک جانسون در نقش چری،: 5  مایکل گاندولفینی در نقش دنیل بلیک، آیلت زورر در نقش ونسا ماریانا فیسک، کمر د لس ریس در نقش هکتور آیالا / وایت تایگر، و جان برنثال در نقش فرانک کسل / پانیشر برای فصل اول معرفی شدند. قبل از یک بازنگری خلاقانه، انتظار نمی‌رفت که بازیگران سریال نتفلیکس، فراتر از کاکس، دن آفریو، و برنتال نقش‌های خود را تکرار کنند، و ساندریان هالت برای جایگزینی زولر در نقش ونسا انتخاب شد. زورر پس از بازنویسی اساسی، همراه با وول، هنسون و بتل بازگردانده شد.
کاکس، دن آفریو، وول، هنسون، و گاندولفینی برای فصل دوم بازگشته‌اند.

### فیلمبرداری
فیلمبرداری فصل اول در استودیوی سیلورکاپ واقع در کویینز، با کار لوکیشن در سراسر نیویورک انجام شد. پدرو گومز میلان و هیلاری فایف اسپرا به عنوان فیلمبردار حضور داشتند.: ۲  تولید فصل اول با اعتصاب انجمن نویسندگان آمریکا در سال ۲۰۲۳ متوقف شد.

## انتشار
دردویل: تولد دوباره برای اولین بار در ۴ مارس ۲۰۲۵ در دیزنی پلاس با دو قسمت اول پخش شد. فصل اول شامل ۹ قسمت است. این فصل بخشی از فاز پنجم MCU است، و توسط مارول استودیوز منتشر می‌شود.
فصل دوم قرار است در اوایل تا اواسط سال ۲۰۲۶ پخش شود، و شامل هشت قسمت خواهد بود. این بخشی از فاز شش MCU خواهد بود. ویندربام امیدوار بود که فصل‌های آینده بتوانند سالانه منتشر شوند.

## بازخورد
در وب‌سایت بازبینی جمعی راتن تومیتوز، این سریال بر اساس ۹۸ بررسی، میزان ۸۳ درصد تأیید را با میانگین امتیاز ۷٫۷۵/۱۰ دریافت کرده است. اجماع منتقدان این وب‌سایت اینطور نوشته است: «احیای دردویلِ چارلی کاکس با فضایل دست‌نخورده‌اش – یعنی وینسنت دن آفریو به‌عنوان حریف ترسناک او – تولد دوباره، یک حماسه جنایی بلندپروازانه و در برخی مواقع خشن است که نشان‌دهنده یک تغییر لحن بالغ برای MCU است.» متاکریتیک، که از میانگین وزنی استفاده می‌کند، بر اساس ۲۷ منتقد، امتیاز ۶۹ از ۱۰۰ را به این سریال اختصاص داد که نشان دهنده نظرات «به‌طور کلی مطلوب» است.

## ویژه تلویزیونی
در فوریه ۲۰۲۵، مشخص شد که جان برنثال در یک برنامه تلویزیونی بدون عنوان، که بخشی از بنر ارائه‌های ویژه استودیو مارول است، نقش خود را به عنوان فرانک کسل / پانیشر ایفا می‌کند. رینالدو مارکوس گرین قرار بود این برنامه ویژه را کارگردانی کند و با برنثال آن را بنویسد. این ویژه در طول فیلمبرداری فصل اول تولد دوباره در نظر گرفته شد و در سال ۲۰۲۶ در کنار فصل دوم سریال در دیزنی+ منتشر خواهد شد.